# دوري قرغيزستان لكرة القدم 2014
دوري قيرغيزستان لكرة القدم 2014 هو الموسم 23 من دوري قيرغيزستان لكرة القدم. كان عدد الأندية المشاركة فيه 8، وفاز فيه نادي دوردوي بيشكك.